# Veit Schubert
Veit Schubert (* 1960 in Pirna) ist ein deutscher Schauspieler, Regisseur und Dozent für Schauspiel.

## Leben
Veit Schubert absolvierte von 1976 bis 1980 eine Ausbildung zum Grundschullehrer. In den Jahren 1982 bis 1986 studierte er an der Hochschule für Schauspielkunst „Ernst Busch“, Außenstelle Rostock. Sein erstes Engagement hatte er 1986 am Staatstheater Schwerin, wo er in Inszenierungen von Christoph Schroth u. a. den Leontes in „Ein Wintermärchen“ und den Wilhelm Tell spielte und an dem er bis 1989 blieb. Mit Schroth kam er 1989 ans Berliner Ensemble. Hier wirkte er in über 50 Inszenierungen von Regisseuren wie Manfred Wekwerth, Peter Palitzsch, Heiner Müller, Fritz Marquardt und Peter Zadek mit.
1998 wurde er als Professor für Schauspiel an die Hochschule für Schauspielkunst „Ernst Busch“ in Berlin berufen.
Im Jahre 2007 war er als Gast in Inszenierungen am Berliner Ensemble zu sehen, u. a. in „Richard III.“, „Nathan der Weise“, „Peer Gynt“ und arbeitete bei Film und Fernsehen. Außerdem ist Schubert an verschiedenen Theatern Deutschlands als Regisseur tätig. Sein jüngerer Bruder Götz Schubert ist ebenfalls Schauspieler.

## Theater (Auswahl)
- Endstation Sehnsucht, Regie: Thomas Langhoff
- Freedom and Democracy I hate You, Regie: Claus Peymann
- Richard II, Regie: Claus Peymann
- Nathan der Weise, Regie: Claus Peymann
- Der Aufhaltsame Aufstieg des Arturo Ui, Regie: Heiner Müller

## Filmografie (Auswahl)
- 1988: Bereitschaft Dr. Federau (1 Folge)
- 1988: Der Staatsanwalt hat das Wort (1 Folge)
- 1989: Ich, Thomas Müntzer, Sichel Gottes
- 1990: Wilhelm Tell (Theateraufzeichnung)
- 1991: Der Verdacht
- 1991: Die kriegerischen Abenteuer eines Friedfertigen (Fernsehfilm)
- 1993: Bella Block: Die Kommissarin
- 1994: Polizeiruf 110 – Opfergang
- 1995: Der Trinker
- 1995: Die Straßen von Berlin – Alleingang (Fernsehfilm)
- 1995–1997: Frauenarzt Dr. Markus Merthin (12 Folgen)
- 1996–2000: Für alle Fälle Stefanie (4 Folgen)
- 1999: Racheengel – Stimme aus dem Dunkeln
- 1999: Rosa Roth (1 Folge)
- 1999: Ein starkes Team: Die Natter (Fernsehfilm)
- 2001: Richard II
- 2002: Der Bulle von Tölz: Tod nach der Disco
- 2003: Der Landarzt (1 Folge)
- 2005: Sommer vorm Balkon
- 2005: Polizeiruf 110 – Vollgas
- 2015: Jesus Cries

## Hörspiele
- 1988: Anton Tschechow: Krankensaal Nr. 6 (Dr. Chobotow) – Regie: Joachim Staritz (Hörspiel – Rundfunk der DDR)
- 1990: Georg Seidel: Carmen Kittel (Leps) – Regie: Fritz Göhler (Hörspiel – Funkhaus Berlin)
- 1991: Mirjana Buljan: Der siebente Bruder (1. Bruder) – Regie: Barbara Plensat (Hörspiel – Funkhaus Berlin/ORF)
- 1998: Françoise Gerbaulet: Das vergessene Pferd (Jo) – Regie: Marguerite Gateau (Original-Hörspiel – SFB/HR)